# Schloss Süßenbrunn

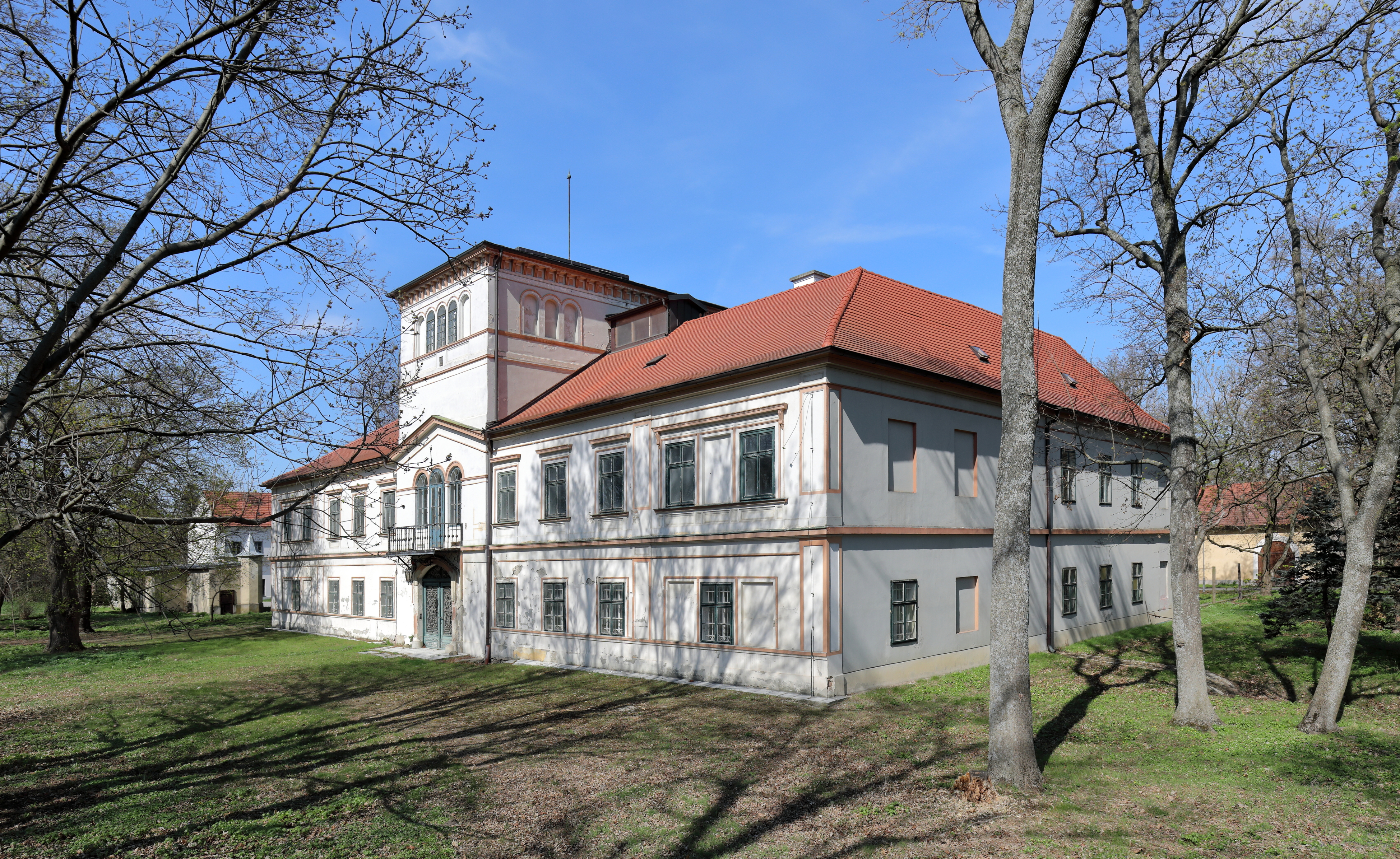
Schloss Süßenbrunn

Das Schloss Süßenbrunn steht im Stadtteil Süßenbrunn im 22. Wiener Gemeindebezirk Donaustadt in der Süßenbrunner Hauptstraße 9.

## Geschichte
Urkundlich wird das Schloss im Jahre 1320 als Festes Haus gemeinsam mit der Herrschaft Prun(n) von Dietrich von Pillichsdorf übernommen. Nach Kriegen mit den Türken verödete das Feste Haus um 1529.
Im letzten Viertel des 16. Jahrhunderts wird der Ort von Urban Sueß (Siess) neu besiedelt und ein Schloss errichtet, wobei sich der Ortsname Sueßen Brunn (Siessenprunn) aus dem Familiennamen und dem alten Herrschaftsnamen neu zusammensetzte. Um 1600 ist das Schloss im Besitz der Freiherren von Landau, ab 1622 im Besitz der Losenstein, ab 1660 im Besitz der Auersperg, ab 1667 im Besitz der Grundemann, ab 1802 im Besitz des Freiherrn von Walterskirchen, ab 1813 im Besitz des Grafen Kokorzowa, ab 1816 im Besitz des Freiherrn von Bartenstein, im 19. Jahrhundert im Besitz der Dubsky von Trebomyslice, um 1900 im Besitz der Familie Bösch und seit 1926 im Besitz der Theresianischen Akademie. Im Jahre 2008 wurde das Schloss von der Ludwig Reiter Schuhmanufaktur erworben, die das Gebäude sanierte und im März 2011 dorthin übersiedelte.

## Schlossgebäude

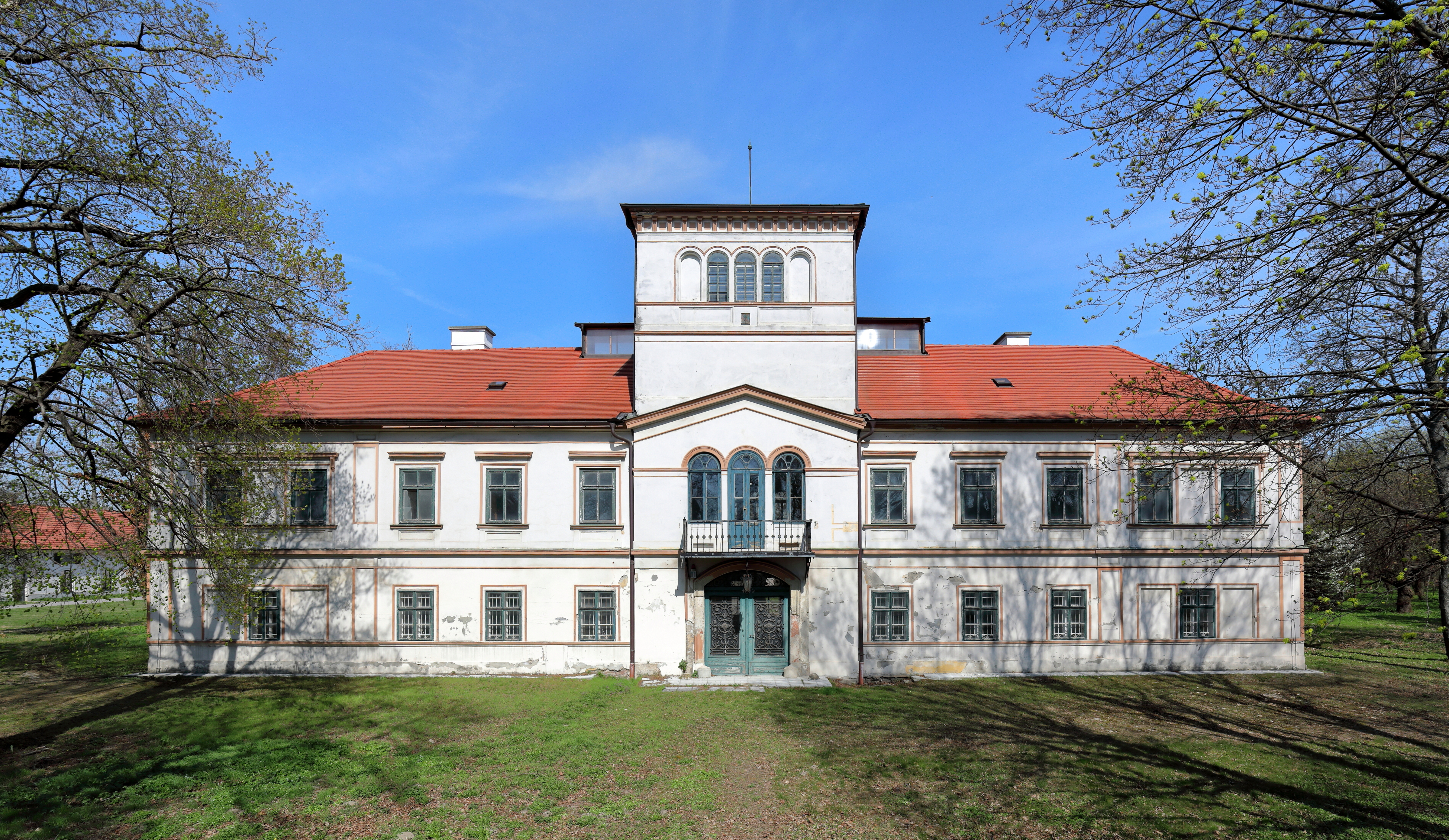
Hauptfassade des Schlosses

Das Schlossgebäude wird durch eine zweigeschoßige u-förmige Anlage unter Walmdächern gebildet. Dabei gibt es einen zentralen Mittelturm und einen rückwärtigen Ehrenhof. Die Errichtung erfolgte Ende des 16. Jahrhunderts. Mitte des 19. Jahrhunderts wurde im frühhistoristischen Stil neu fassadiert und im Inneren zum Teil die Räumlichkeiten umgestaltet. Es gibt Spitzkappen und Tonnengewölbe bzw. Kreuzgratgewölbe aus der Bauzeit und Stuckdecken aus dem 17. Jahrhundert.
Das Schlossgebäude wird seit 2019 umfassend renoviert.

## Nebengebäude
Das Verwaltungsgebäude liegt im Norden der Anlage und wurde im Kern in der Mitte des 18. Jahrhunderts errichtet und Mitte des 19. Jahrhunderts frühhistoristisch erweitert und aufgestockt. Der ein- bis zweigeschoßige Wirtschaftstrakt aus dem Anfang des 20. Jahrhunderts hat einen Kern aus dem 18. Jahrhundert und ein Stöckl aus der zweiten Hälfte des 17. Jahrhunderts. Daneben liegt ein Taubenschlag aus dem 20. Jahrhundert mit neogotischen Türmchen und eiserner Wetterfahne und Flagge und nach dem Errichter Bösch bezeichnet aus dem Jahre 1905.

## Schüttkasten
Der barocke Schüttkasten aus dem zweiten Drittel des 17. Jahrhunderts steht im Zentrum eines großen Hofes. Er hat einen mächtigen Volutengiebel mit einem turmartigen Vorbau eines ehemaligen Glockenturmes und im Inneren offene Holztramdecken über Holzstehern.

## Brunnen
Südlich des Schlosses steht ein Brunnen mit einer Wassernymphe vom Bildhauer und Maler Viktor Tilgner um 1880.